# Aberdeen South (circonscription du Parlement britannique)
Circonscription parlementaire de la Chambre des communes
Aberdeen South est une circonscription électorale britannique située en Écosse.

## Liste des députés
| Élection | Élection | MP                        | Parti              |
| -------- | -------- | ------------------------- | ------------------ |
|          | 1885     | James Bryce               | Parti libéral      |
|          | 1907     | George Birnie Esslemont   | Parti libéral      |
|          | 1917     | John Fleming              | Parti libéral      |
|          | 1918     | Frederick Charles Thomson | Parti unioniste    |
|          | 1935     | Douglas Thomson           | Parti unioniste    |
|          | 1946     | Priscilla Buchan          | Parti unioniste    |
|          | 1966     | Donald Dewar              | Parti travailliste |
|          | 1970     | Iain Sproat               | Parti conservateur |
|          | 1983     | Gerry Malone              | Parti conservateur |
|          | 1987     | Frank Doran               | Parti travailliste |
|          | 1992     | Raymond Robertson         | Parti conservateur |
|          | 1997     | Anne Begg                 | Parti travailliste |
|          | 2015     | Callum McCaig             | SNP                |
|          | 2017     | Ross Thomson              | Parti conservateur |
|          | 2019     | Stephen Flynn             | SNP                |